# Гадельша, Шаукат
Шаукат Гадельша (тат. Шәүкәт Гаделша, урожд. Шавкат Гадельшович Сибгатуллин (тат. Шәүкәт Гаделша улы Сибгатуллин); 16 сентября 1949, Киндер, Нижнетавдинский район, Тюменская область, РСФСР, СССР — 30 марта 2024, Казань, Республика Татарстан, Российская Федерация) — советский и российский татарский поэт. Лауреат Государственной премии Республики Татарстан имени Габдуллы Тукая (2023).

## Биография
Шавкат Гадельшович Сибгатуллин родился 16 сентября 1949 года в селе Киндер Нижнетавдинского района Тюменской области.
Дед по отцу был родом из села Каменный Брод Тетюшского уезда Казанской губернии, во время столыпинской аграрной реформы в 1912 году переселился вместе с семьёй в село Ново-Булгары Тавдинской волости Тобольской губернии, где служил муллой и владел богатым хозяйством, из-за преследований был вынужден сменить фамилию с Бикчантаева на Сибгатуллина, затем раскулачен и в 1937 году расстрелян по приговору тройки Омского УНКВД. Отец — Гадельша Гишамович (1918—1987), участник Великой Отечественной войны, кавалер ордена Отечественной войны II степени, работал пастухом и сторожем на ферме, не сумев получить образования как сын репрессированного. Мать — Фархия Алимовна (1924—2009), сирота и инвалид детства по зрению, была домохозяйкой. Помимо Шавката, в семье было пятеро детей — сыновья Аухат (1951—2006), Нурислам (1959—2008), Ильгизар (1964—2007) и Саетгали (р. 1955), дочь Гульчихан (р. 1961). Жили бедно в однокомнатной избе, не имея денег на покупку элементарных вещей, вроде одежды и обуви для детей.
Несмотря на тяжёлые жизненные условия, Шаукат рос дружелюбным и отзывчивым ребёнком, хорошо учился, любил читать, увлекался математикой. После окончания восьмилетней школы в 1965 году уехал в Ялуторовск, где в 1967 году окончил профессионально-техническое училище № 7 со специальностью электромонтёра. Дальнейшие два года работал электриком в колхозе родного села, а в 1967 году переехал в Салехард на Ямал, где устроился электромонтёром на рыбозавод. Одновременно посещал вечернюю школу, участвовал в работе литературного объединения молодых русских писателей «Северное сияние», активно писал для областной газеты. В 1970 году с переводами своих стихов на русский язык стал победителем конкурса Института литературы имени А. М. Горького, куда получил право поступить без экзаменов, но не смог из-за отсутствия аттестата об окончании средней школы. В 1971 году переехал в Татарскую АССР на строительство КамАЗа в Набережных Челнах, где работал электриком, также окончил вечернюю школу, был одним из организаторов и активных участников литературного объединения «Ләйсән».
В 1971 году стал членом КПСС. В 1973 году по рекомендации Союза писателей Татарской АССР поступил на отделение татарского языка и литературы историко-филологического факультета Казанского государственного университета имени В. И. Ульянова-Ленина, где вместе с М. Х. Валеевым руководил студенческим литературным объединением Әллүки. В 1977 году уехал обратно в Тюменскую область, работал главным энергетиком в совхозе «Новоникольский», был секретарём местной партийной организации, но в 1981 году вернулся в Казань, устроившись литературным сотрудником в журнал «Блокнот агитатора» при Татарском областном комитете КПСС. Возобновив учёбу, в 1983 году окончил университет. После получения образования устроился прорабом в строительное управление, где дослужился до старшего прораба и начальника участка. Будучи одним из специалистов в области гражданского и промышленного строительства, в 1998 году основал собственное электромонтажное предприятие ООО «Арекс», которое занималось электрификацией Казанского вертолётного завода, медико-инструментального завода, молочного комбината, химического комбината имени М. Вахитова, птицефабрики, жилых домов, школ, других объектов.
Является автором девяти поэтических сборников «Ярык мөгез» («Разбитые рога», 1997), «Ядрә тигән» («Раненая птица», 1998), «Сөмән кадыйм» («Вонзаю пешню», 2000), «Җилгә моң дыңгычлыйм» («Поющий ветер», 2003), «Аучы җыры» («Песня охотника», 2004), «Чоңгыл» («Водоворот», 2006), «Иман капка ачканда» («Когда совесть открывает ворота», 2011), «Табигать баласы» («Дитя природы», 2014), «Себерем — үз җирем» («Сибирь — моя земля», 2019). В 2009 и 2016 годах перенёс два инсульта, от которых смог оправиться и продолжить литературную деятельность. В 2019 году отметил 70-летний юбилей. В 2023 году удостоен Государственной премии Республики Татарстан имени Г. Тукая за три книги стихов, став вторым лауреатом из сибирских татар после Я. К. Занкиева.
Шавкат Гадельшович Сибгатуллин скончался 30 марта 2024 года в Казани в возрасте 74 лет. Прощание прошло 1 апреля у мечети аль-Марджани с совершением джаназа-намаза, похоронен был поэт на мусульманском кладбище Самосырово.

## Очерк творчества
Творческий псевдоним — Шаукат Гадельша (по имени отца, с татарского языка — справедливый). Писать стихи начал в школьные годы, также публиковался с заметками в газете «Яшь ленинчы». В 1969 году опубликовал первые стихи в газете «Татарстан яшьләре», которые получили высокую оценку со стороны Б. В. Сулейманова. В дальнейшем часто публиковался в периодической печати, в газетах «Шәһри Казан», «Мәдәни Җомга», журналах «Идель» и «Казан утлары», однако из-за частых переездов потерял большое количество написанных стихотворений, в связи с чем первый поэтический сборник под названием «Ярык мөгез» («Разбитые рога») выпустил только в 1997 году. В 1999 году принят в члены Союза писателей Республики Татарстан. Всего издал девять сборников стихов. Творчество Гадельши изучается поэтами, журналистами, учёными университетов Сибири и Татарстана, на материале литературоведческих исследований защищены одна докторская (Ф. С. Сайфуллина, 2007) и две кандидатские диссертации (Г. Х. Муллачанова, Л. Х. Фаизова: обе — 2006). Из-за проблем со здоровьем в 2010-х годах Гадельша на протяжении семи лет не писал стихов, но в дальнейшем снова вернулся к поэтической работе, отмеченной новыми чувствами, эмоциями, восприятием мира.
Войдя в татарскую литературу в 1990-х годах вместе с новым поколением литераторов, Гадельша сразу показал себя талантливым и состоявшимся поэтом, обогатившим поэзию своим видением мира, душевными порывами, новыми образами. Творчество Гадельши, литературная судьба которого оказалась тесно связана с Казанью как культурным центром татарского народа, следует тем не менее традициям сибирско-татарской поэзии, характеризуется своеобразием, особым звучанием, новизной тематики и творческих приёмов, обширным использованием образцов сибирского говора, обращением к народному фольклору. По словам Р. Зайдуллы, Гадельша привнёс в татарскую поэзию душу Сибири, ещё наследующую язычеству, а его манера письма опирается не на арабо-персидское литературное наследие, а следует традициям древнетюркского фольклора. Главной темой лирики Гадельши являются люди Сибири, история этого края, образ сибирской природы как неотъемлемой части татарского мира.

## Награды
- Медаль «В память 1000-летия Казани» (2005 год)[15].
- Благодарственное письмо Председателя Государственного Совета Республики Татарстан (2019 год)[37].
- Государственная премия Республики Татарстан имени Габдуллы Тукая (2023 год) — за сборники стихов «Аучы җыры» («Песня охотника»), «Чоңгыл» («Водоворот»), «Иман капка ачканда» («Когда совесть открывает ворота»), «Себерем — үз җирем» («Сибирь — моя земля»)[38]. Вручена раисом Республики Татарстан Р. Н. Миннихановым на церемонии в Татарском государственном театре оперы и балета имени М. Джалиля[39].
- Премия имени Хади Такташа (2015 год)[40].

## Личная жизнь
Жена — Наиля Михайловна, преподаватель хора, поженились в 1982 году. Дочь — Мадина (р. 1983), кандидат биологических наук, сын Ясир (р. 1988). Увлекался садоводством, рыбалкой, является заядлым грибником и охотником.